# Selenipedium palmifolium
Selenipedium palmifolium é uma espécie de orquídea terrestre, família Orchidaceae, que habita Trinidad e Tobago e da Venezuela ao norte do Brasil.

## Descrição
A flor possui brácteas glandulares e pubescentes, com formato ovoide lanceolado. O labelo da flor apresenta uma coloração amarelo-marrom-laranja. Os estaminódios têm formato triangular trulado. As pétalas não possuem cílios.